# اچ‌ام‌اس ستلایت (۱۸۰۶)
اچ‌ام‌اس ستلایت (۱۸۰۶) (به انگلیسی: HMS Satellite (1806)) یک کشتی بود که طول آن ۹۳ فوت ۲ اینچ (۲۸٫۴ متر) بود. این کشتی در سال ۱۸۰۶ ساخته شد.